# Macroxystra epaeneta
Macroxystra epaeneta är en fjärilsart som beskrevs av Turner 1930. Macroxystra epaeneta ingår i släktet Macroxystra och familjen mätare. Inga underarter finns listade i Catalogue of Life.